# MSP430
MSP430 – rodzina mikrokontrolerów zaprojektowana i produkowana przez firmę Texas Instruments. Rodzina tych mikrokontrolerów jest zgodna z architekturą Von Neumana.
Główne cechy MSP430:
Energooszczędność:
- 5 trybów pracy (LPM0-LPM4)
- w trybie aktywnym (Active Mode) pobór prądu około 250 µA/MIPS
- w trybie uśpienia (Standby Mode-LPM3) pobór prądu około 0,8 µA
- w trybie podtrzymania RAMu (LPM4) pobór prądu około 0,1 µA
- możliwość powrotu do trybu aktywnego (start zegara) w czasie mniejszym niż 6 (2) mikrosekund (DCO)
- zasilanie od 1,8 V do 3,6 V
- sprawia to że układ może działać na jednej baterii do 10 lat

Architektura:
- typu RISC 16-bitowa
- prędkość od 8 do 16 MIPS (w zależności od układu)
- 16 rejestrów z czego 12 jest ogólnego przeznaczenia
- instrukcje operujące na rejestrach są wykonywane w ciągu jednego taktu zegara
- architektura jest dostosowana do programowania w C, C++ oraz asemblerze
- w asemblerze zdefiniowano zaledwie 27 instrukcji i 7 trybów adresowania

Peryferia (występują zależnie od wersji):
- wbudowany watchdog, Timer_A, Timer_B (z różną ilością rejestrów)
- DMA
- 2 x USART
- sterownik interfejsów SPI i I²C
- sterownik LCD
- czujnik temperatury
- sterownik zasilania Supply Voltage Supervisor (SVR)
- komparator analogowy
- Przetwornik analogowo-cyfrowy ADC10/12/16 bitów i cyfrowo-analogowy DAC12 bitów

Mikrokontrolery mogą być również wyposażone zamiast pamięci flash i RAM w nieulotną pamięć FRAM o szybkim dostępie i małym poborze prądu (np. seria MSP430FRxxxx). Pamięć FRAM może być dowolnie podzielona, w zależności od potrzeby, na pamięć RAM i pamięć programu.
Pozostałe cechy:
- Układy są dostępne w różnych obudowach i z różną liczbą wyprowadzonych pinów.
- Możliwe jest dostosowanie do swoich potrzeb ilości pamięci Flash w układzie.